# Energy Efficient Ethernet
Energy Efficient Ethernet beschreibt eine Reihe von Erweiterungen des Ethernet-Standards für Rechnernetze, die eine Reduzierung des Stromverbrauchs in Phasen geringer oder keiner Aktivität bewirken. Diese Maßnahmen wurden vom Institute of Electrical and Electronics Engineers (IEEE) initiiert und im September 2010 als Standard IEEE 802.3az ratifiziert. Im Vorfeld der Entwicklung wurden von einigen Geräteherstellern ähnliche Entwicklungen forciert, die unter der Bezeichnung Green Ethernet vermarktet werden.

## Mögliche Einsparungen
Im Zuge der mittlerweile weiten Verbreitung Ethernet-basierter Rechnernetze stellt sich zunehmend die Frage nach dem Energieverbrauch der hierbei eingesetzten Geräte und Komponenten. Untersuchungen legen nahe, dass in den existierenden IT-Infrastrukturen durch den Einsatz effizienterer Netzwerkkomponenten eine deutliche Reduktion von Stromverbrauch und Energiekosten erreicht werden kann.

## Konzept
Im Normalfall bleiben Ethernet-ICs in den betreffenden Geräten auch dann aktiv, wenn aktuell kein Datenverkehr stattfindet. Zur Verringerung des Energiebedarfs kann in diesem Fall der Transceiver durch ein low-power-idle (LPI) Signal in einen sparsamen Schlafmodus versetzt werden. Bei einer anstehenden Datenübertragung wird der Port durch ein Wecksignal wieder in den aktiven Zustand versetzt. Da sich die Ports in üblichen Installationen die meiste Zeit im Leerlauf befinden, soll hierdurch der durchschnittliche Energiebedarf deutlich gesenkt werden. Damit eine Einsparung erzielt wird, müssen sämtliche beteiligten Komponenten diese im Standard vorgesehenen Funktionen beherrschen, jedoch ist Energy Efficient Ethernet abwärtskompatibel zu bestehenden Geräten.